# ۵ شهریور
۵ شهریور صد و شصتمین روز سال در گاه‌شماری خورشیدی است. به پایان سال ۲۰۵ روز (۲۰۶ روز در سال کبیسه) باقی‌است.

## مناسبت‌ها
- روز بزرگداشت و تولد محمد زکریای رازی (زادهٔ ۲۴۴ش) در ایران[۱]
- روز شیمی‌دان در ایران[۱]
- روز داروسازی در ایران
- روز ملی ورزش کشتی

## رویدادها
- ۱۳۵۷ - انحلال دولت جمشید آموزگار و تشکیل دولت سوم جعفر شریف‌امامی
- ۱۳۸۵ - آغاز فعالیت کمپین یک میلیون امضا
- ۱۳۸۹ - زمین‌لرزه ۱۳۸۹ دامغان
- ۱۳۹۰ - اعتراض به خشک شدن دریاچه ارومیه ۱۳۹۰
- ۱۳۹۴ - آغاز جام حذفی فوتبال ایران ۹۵–۱۳۹۴

## زادروزها
- ۲۴۴ - محمد بن زکریای رازی، دانشمند
- ۱۱۶۸ - عباس میرزا، یکی از شاهزادگان قاجار
- ۱۳۰۹ - غلامرضا تختی، کشتی‌گیر (درگذشته ۱۳۴۶)
- ۱۳۲۰ - آندرانیک آساطوریان، آهنگساز
- 1329- محمود اسکندری ، خلبان شجاع ایرانی طراح و مجری حمله هوایی h3 , بهترین خلبان فانتوم اف 5
- ۱۳۵۱ - امین زندگانی، بازیگر
- ۱۳۷۰ - المیرا دهقانی، بازیگر

## درگذشت‌ها
- ۱۳۶۹ - علی اکبر کاوه، خوشنویس
- ۱۳۹۵ - داوود رشیدی، بازیگر